# Anusarayoga
Anusarayoga är en modern form av hathayoga startad av John Friend 1997 med en filosofisk grund i tantra. Friend har sedan grundandet fortsatt att ha en aktiv roll i ledningen av rörelsen och utbildningen av lärare. Att bli certifierad anusara-lärare är en omfattande process som ofta tar flera år att slutföra. En yogalärare kan dock kalla sig Anusara Inspired (anusara-inspirerad) efter ett utbildningsprogram på cirka 200 timmar och minst 2 års undervisning i hathayoga.
Anusarayoga kan sammanfattas i de tre A:na:
- Attitude (attityd) - Den tantriska filosofin i anusarayoga utgår från att allt och alla i världen genomsyras av godhet.
- Alignment (linjering) - Det läggs stor vikt vid hur olika kroppsdelar rättas in i poser, asana. Det finns ett flertal olika principer som används för att utövandet ska vara ergonomiskt och uppbyggande.
- Action (handling) - Yogin måste aktivt arbeta för att skapa balans mellan olika effekter, såväl i sitt fysiska yogautövande som i övriga livet.

## Five Universal Principles of Alignment
Anusarayoga utgår från Five Universal Principles of Alignment  ("fem allmängiltiga principer för tillpassning"), som appliceras i samtliga poser:
| Princip             | Översättning        | Beskrivning |
| ------------------- | ------------------- | --- |
| 1. Opening to Grace | "Öppna sig för nåd" | Utövaren gör sig redo att kunna följa det livsflöde som utgår från det högsta medvetandet. Det innefattar att utöva sin asana med ett mjukt hjärta och ett öppet sinne.                                                                                              |
| 2. Muscular Energy  | "Muskelenergi"      | Energi dras från kroppens periferi till en centralt placerad så kallad fokalpunkt. Målet är att skapa stabilitet, styrka och att fysiskt integrera kroppens extremiteter i sina leder.                                                                               |
| 3. Inner Spiral     | "Inre spiral"       | Den inre spiralen är expanderande och löper från fötternas insida upp genom bäckenet till de nedersta revbenen. Benen roteras inåt, lårbenens översta del förs bakåt, och låren och bäckenet vidgas.                                                                 |
| 4. Outer Spiral     | "Yttre spiral"      | Den yttre spiralen är kontraherande och manifesterande. Den löper från midjeområdet ner genom svanskotan och ner längs benen till fötternas utsida. Den yttre spiralen drar bäcken och lår närmare varandra, drar svanskota och lår framåt, samt roterar benen utåt. |
| 5. Organic Energy   | "Organisk energi"   | En utåtgående energi dras från fokalpunkten genom kroppens huvudaxlar ut till kroppens periferi, vilket ger större frihet i ställningen. |

De fem principerna appliceras alltid i denna ordningsföljd. Målet är att uppnå en balans mellan olika effekter. Muskelenergi och organisk energi är i stort sett motriktade, så först aktiverar yogin muskelenergi in mot en fokuspunkt, ofta bäckenets centrum, och därefter balanseras denna handling genom en expanderande energi ut från fokuspunkten. På samma sätt ger inre och yttre spiraler motsatta effekter som ska balanseras: den uppåtgående inre spiralen vidgar bäckenet, ger mer plats och frihet, medan den nedåtriktade yttre spiralen ger mer stabilitet.

## Sju loopar
Utöver de fem universella principerna appliceras även loopar i kroppens sagittalplan. Det ligger sju loopar ovanför varandra, från vristloopen längst ner vid fotleden upp till skalloopen i hals och huvud. Lopparna går omväxlande i olika riktningar, så att de oftast förstärker varandra i skärningspunkterna.
Ett exempel på en loop är skulderloopen, där först upphöjda axlar dras bakåt, sedan skulderbladen nedåt längs ryggen och in framåt mot hjärtat och där loopen till slut fortsätter upp längs bröstets framsida tillbaka till utgångspunkten. På detta vis hamnar axlarna i ett ergonomiskt läge.
De sju looparna är:
1. vristloopen
2. skenbensloopen
3. lårloopen
4. bäckenloopen
5. njurloopen
6. skulderloopen
7. skalloopen

## Shiva-Shakti-tantra
Anusarayogans filosofi vilar på en tantrisk grund, där allt i världen antas vara förkroppsligandet av ett gudomligt, högre medvetande, som pulserar av inneboende godhet. Specifikt kallar anusara sin filosofi för Shiva-Shakti-tantra, vilket betonar att verkligheten hela tiden är ett samspel mellan polariteterna Shiva, det rena medvetandet, och Shakti, den kreativa kraften. 

## Anusaras invokation
Anusaras invocation är ett mantra som börjar med Om Namah Shivaya och som Friend säger sig ha fått från sin guru Chidvilasananda.
Om Namah Shivaya Gurave / Sacchidananda-Murtaye / Nishprapanchaya Shantaya / Niralambaya Tejase ("Hälsad vare Shiva, läraren / vars form är sanning, medvetenhet och sällhet /  den enda, den fridfulla / den självupprätthållande, den skinande")
Samma mantra går under namnet "Siddhayogans mantra", och det finns även som en vers i the Guru Stotram, som används av Sivananda Saraswatis Divine Life Society.